# Шахта імені Л. І. Лутугіна
ДВАТ «Шахта імені Л. І. Лутугіна». Входить до ДХК «Торезантрацит». Розташована у місті Торез, Донецької області. Станом на 2004 р. шахта повністю відпрацьована.
Фактичний видобуток 2063/1116 т/добу (1990/1999). У 2003 р. видобуто 76 тис.т.
Максимальна глибина 860 м (1990—1999). У 1990/1999 розробляла пласти потужністю 1,43/1,50 м, кути падіння до 2-9°. Кількість очисних вибоїв 5/2, підготовчих 11/11 (1990/1999).
Кількість працюючих (підземних): 2067/1966 осіб (1990/1999).
Адреса: 86604, м.Торез, Донецької обл.